# Cryothenia
Genre
Cryothenia est un genre de poissons marins de la famille des Nototheniidae originaires de l'océan Austral.

## Liste des espèces
Selon World Register of Marine Species (4 mars 2024) :
- Cryothenia amphitreta Cziko & Cheng, 2006
- Cryothenia peninsulae Daniels, 1981

## Classification
Le nom valide complet (avec auteur) de ce taxon est Cryothenia Daniels, 1981,.

## Étymologie
Le nom générique, Cryothenia, du mot grec ancien κρύος, krúos, « froid », et du suffixe adverbial grec –θεν, -then, « en provenance (de) », fait référence à l'océan Austral.

## Publication originale
- (en) Robert A. Daniels, « Cryothenia peninsulae, a New Genus and Species of Nototheniid Fish from the Antarctic Peninsula », Copeia, Société américaine des ichtyologistes et des herpétologistes, vol. 1981, no 3,‎ 26 août 1981, p. 558-562 (ISSN 0045-8511 et 1938-5110, OCLC 1565060, DOI 10.2307/1444559, JSTOR 1444559).